# Sociedad de las Republicanas Revolucionarias

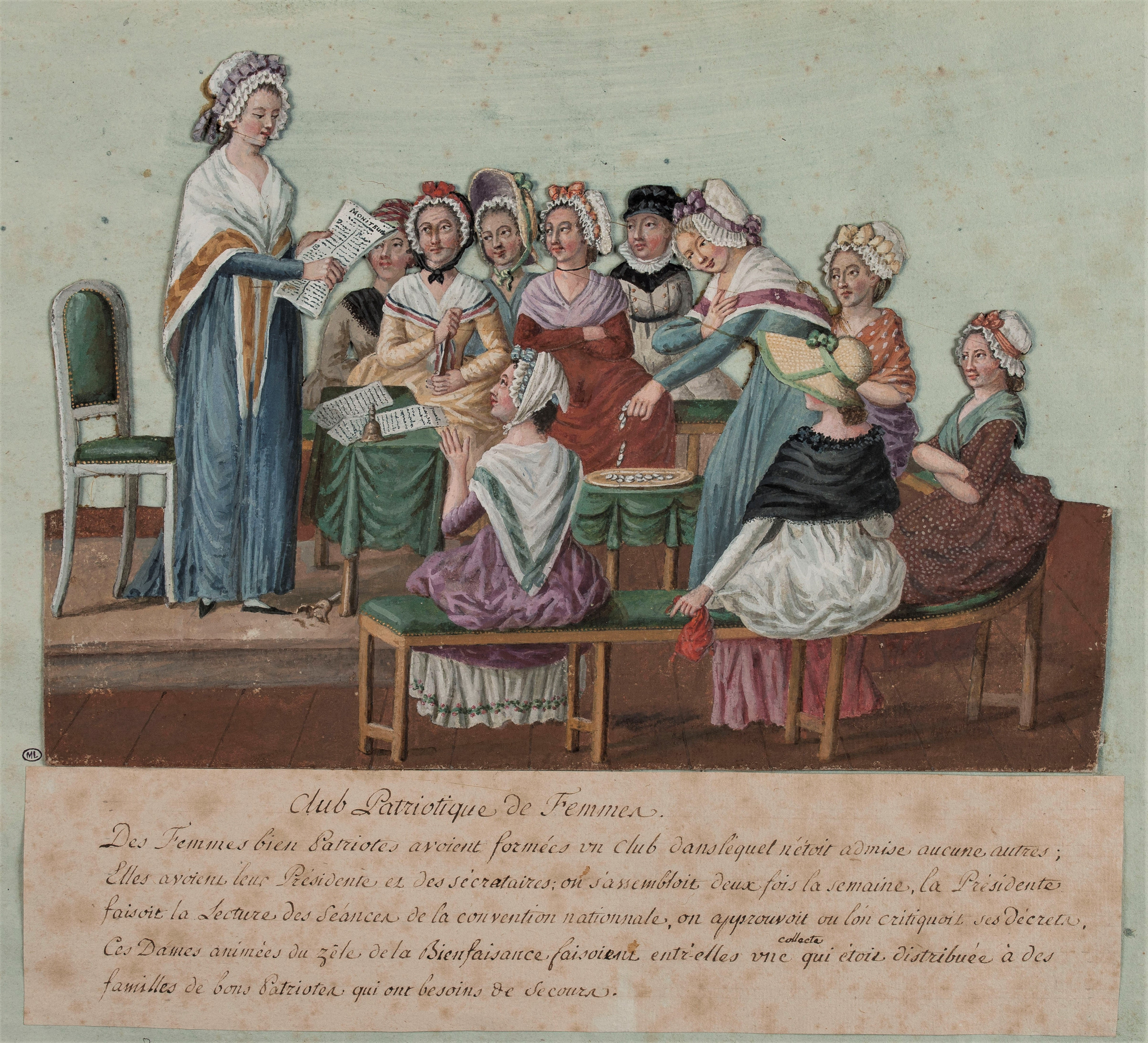
Club Patriótico de Mujeres en la Revolución francesa

La Sociedad de Mujeres Republicanas Revolucionarias fue una organización de mujeres de clase trabajadora creada en París en 1793 por Claire Lacombe y Pauline Léon. Se opusieron al gobierno girondino y apoyaron al sector jacobino durante la Revolución francesa.
Entre sus reivindicaciones principales se encontraban el control de precios y medidas de mejora en las condiciones de vida de las mujeres trabajadoras; exigieron igualmente la obligatoriedad para las mujeres de lucir en público la escarapela tricolor para mostrar su adhesión a los principios de la revolución. Pronto surgieron tensiones internas en la sociedad, y algunas de las militantes acusaron a Lecombe de conducta moral. El 30 de octubre de 1793, la Convención Nacional clausuró la sociedad y, poco después, todos los clubes y sociedades de mujeres fueron prohibidos.
Para formar parte del club debía tenerse una edad mínima de 18 años, además prestar un juramento a la revolución. Estaba compuesto mayoritariamente por mujeres proletarias aunque entre sus dirigentes predominaron mujeres que procedían de la pequeña burguesía parisina. Cabe añadir que la mayor parte de ellas poseían una instrucción educativa elevada pues sabían leer y escribir. En su organización interna vemos que el cargo de presidenta, vicepresidenta y secretarias eran elegidos cada mes mientras que el de tesorera y el de archivista lo eran cada tres meses. Hay que destacar que se permitía la asistencia de ciudadanas que no fueran miembros del club y de hombres, pero estos últimos solo podían acudir formando delegaciones.